# Jonathan Freedland
Jonathan Saul Freedland, né le 25 février 1967, est un journaliste britannique. Il est éditorialiste pour le journal The Guardian et écrit mensuellement pour le Jewish Chronicle. Il est également un collaborateur régulier du New York Times et du New York Review of Books. Il anime la série « The Long View » à la chaîne radiophonique BBC Radio 4. Il a aussi écrit des livres sous le pseudonyme Sam Bourne.
Reconnu comme éditorialiste de l'année » en 2002 par What the Papers Say (en), il gagne le David Watt Prize for Journalism en 2008 pour son essai Bush’s Amazing Achievement,.

## Formation et début de carrière
Jonathan Freedland a étudié au University College School, une école pour garçons située à Hampstead, ainsi qu'au Wadham College.
Il commence sa carrière journalistique au Sunday Correspondent. En 1990, il est engagé par la BBC. À l'été de 1992, il gagne le Laurence Stern fellowship du Washington Post. En 1993, il devient le correspondant à Washington du Guardian. Il revient à Londres en 1997 et devient éditorialiste.
En 1998, il publie Bring Home the Revolution: The case for a British Republic sous le pseudonyme Sam Bourne.
Entre 2002 et 2004, Freedland écrit occasionnellement pour le Daily Mirror. De 2005 à 2007, il publie hebdomadairement dans le London Evening Standard. En 2008, il réalise la série British Jews and the Dream of Zion ainsi que les documentaires How to be a Good President et President Hollywood,.